# Xeronema
Xeronema is een geslacht uit de familie Xeronemataceae. Het geslacht telt twee soorten. De soort X. callistemon is endemisch op de Poor Knights-eilanden en Taranga-eiland, gelegen in het noorden van Nieuw-Zeeland. De soort X. moorei wordt aangetroffen op het eiland Nieuw-Caledonië.

## Soorten
- Xeronema callistemon
- Xeronema moorei